# Boschi di Morra - Marzana
Boschi di Morra - Marzana este o arie protejată (arie specială de conservare — SAC, sit de importanță comunitară — SCI) din Italia întinsă pe o suprafață de 2.090 ha, integral pe uscat.

## Localizare
Centrul sitului Boschi di Morra - Marzana este situat la coordonatele 43°25′00″N 12°03′00″E / 43.416667°N 12.05°E.

## Înființare
Situl Boschi di Morra - Marzana a fost declarat sit de importanță comunitară în iunie 1995 pentru a proteja 1 specie de plante și 80 de specii de animale. Situl a fost protejat și ca arie specială de conservare în august 2014.

## Biodiversitate
Situată în ecoregiunea continentală, aria protejată conține 8 habitate naturale: Pajiști uscate europene, Galerii de Salix alba și de Populus alba, Păduri de fag din Apenini cu Taxus și Ilex, Pajiști uscate seminaturale și facies de acoperire cu tufișuri pe substraturi calcaroase (Festuco-Brometalia) (* situri importante pentru orhidee), Păduri aluvionare cu Alnus glutinosa și Fraxinus excelsior (Alno-Padion, Alnion incanae, Salicion albae), Păduri de Castanea sativa, Păduri ilirice de stejar și carpen (Erythronio-Carpinion), Păduri panonice-balcanice de stejar turcesc - stejar sesil.
La baza desemnării sitului se află mai multe specii protejate:
- plante (1): Himantoglossum adriaticum
- păsări (71): uliu păsărar (Accipiter nisus), ciocârlie-de-câmp (Alauda arvensis), pescăruș albastru (Alcedo atthis), fâsă-de-câmp (Anthus campestris), fâsă de luncă (Anthus pratensis), lăstunul mare (Apus apus), ciuf-de-pădure (Asio otus), șorecarul comun (Buteo buteo), sticlete (Carduelis carduelis), Certhia brachydactyla, Cettia cetti, florinte (Chloris chloris), erete vânăt (Circus cyaneus), erete cenușiu (Circus pygargus), porumbel gulerat (Columba palumbus), cioară neagră (Corvus corone), Corvus monedula, cuc (Cuculus canorus), pițigoi albastru (Cyanistes caeruleus), lăstun de casă (Delichon urbicum), ciocănitoare pestriță mare (Dendrocopos major), presură sură (Emberiza calandra), presură bărboasă (Emberiza cirlus), măcăleandru (Erithacus rubecula), șoimul rândunelelor (Falco subbuteo), vânturel roșu (Falco tinnunculus), cinteză (Fringilla coelebs), Fringilla montifringilla, gaiță (Garrulus glandarius), Hippolais polyglotta, rândunică (Hirundo rustica), sfrâncioc roșiatic (Lanius collurio), ciocârlie de pădure (Lullula arborea), privighetoare (Luscinia megarhynchos), codobatură galbenă (Motacilla alba), codobatură de munte (Motacilla cinerea), muscar sur (Muscicapa striata), grangur (Oriolus oriolus), pițigoi mare (Parus major), vrabie de câmp (Passer montanus), pițigoi de brădet (Periparus ater), viespar (Pernis apivorus), fazan (Phasianus colchicus), codroș de munte (Phoenicurus ochruros), pitulice de munte (Phylloscopus bonelli), pitulice de munte (Phylloscopus collybita), coțofană (Pica pica), ciocănitoarea verde (Picus viridis), pițigoi sur (Poecile palustris), brumăriță de pădure (Prunella modularis), aușel sprâncenat (Regulus ignicapilla), aușel cu cap galben (Regulus regulus), pițigoi-pungar (Remiz pendulinus), mărăcinar negru (Saxicola torquatus), cănăraș (Serinus serinus), țiclete (Sitta europaea), turturică (Streptopelia turtur), huhurez mic (Strix aluco), graur (Sturnus vulgaris), silvie cu cap negru (Sylvia atricapilla), silvie roșcată (Sylvia cantillans), silvie de câmp (Sylvia communis), silvie mediteraneană (Sylvia melanocephala), silvie de tufiș (Sylvia undata), pănțărușul (Troglodytes troglodytes), sturzul viilor (Turdus iliacus), mierlă (Turdus merula), sturz-cântător (Turdus philomelos), sturz (Turdus pilaris), sturzul de vâsc (Turdus viscivorus), pupăză (Upupa epops)
- amfibieni (2): Salamandrina terdigitata, Triturus carnifex
- mamifere (1): lupul (Canis lupus)
- nevertebrate (3): croitorul mare al stejarului (Cerambyx cerdo), fluturele auriu (Euphydryas aurinia), rădașcă (Lucanus cervus)
- pești (3): Barbus tyberinus, Squalius lucumonis, Telestes muticellus

Pe lângă speciile protejate, pe teritoriul sitului au mai fost identificate 4 specii de plante, 1 specie de păsări, 6 specii de amfibieni, 21 de specii de mamifere, 3 specii de nevertebrate, 7 specii de reptile.